# Japán Hanglemezgyártók Szövetsége

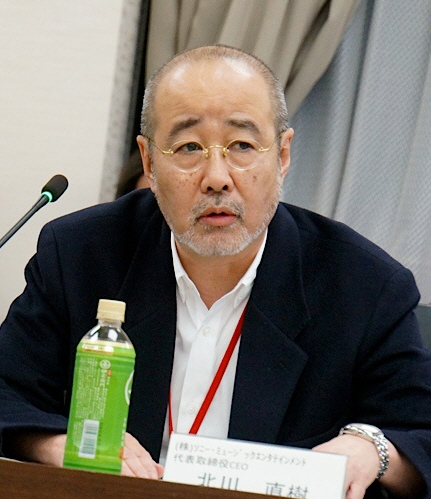
Kitagava Naoki a RIAJ elnöke, 2013. április 7-én

A Japán Hanglemezgyártók Szövetsége (日本レコード協会; Hepburn: Nippon Rekōdo Kyōkai), angol nevén Recording Industry Association of Japan (RIAJ) zeneiparban érdekelt japán cégekből álló ipari kereskedelmi csoport. 1942-ben alapították Japán Hanglemez Kulturális Szervezet néven, jelenlegi nevét 1969-ben vette fel.
A szervezet tevékenységei közé tartozik a zenei eladások népszerűsítése, a szerzői jogi törvény betartatása és a japán zeneiparral kapcsolatos kutatások kivitelezése. A cég éves rendszerességgel jelenteti meg a RIAJ-évkönyvet, melyben az adott év zenei eladásainak statisztikai kimiutatását, valamint számos egyéb adatot tesznek közzé.
A vállalat székhelye a tokiói Minatóban található, a szervezetnek 20 tagja és kisebb számú társult és pártoló tagja van; néhány tagvállalat külföldi székhelyű multinacionális vállalat japán ága.
A RIAJ felelős az arany- és platinalemezes albumok és kislemezek hitelesítésért.

## RIAJ-minősítés
1989-ben a Japán Hanglemezgyártók Szövetsége bevezette az eladási minősítésrendszert, melyben a lemezkiadók által jelentett leszállítási darabszámot veszik figyelembe.

### Eladási minősítések
2003. júliusa óta minden zenei eladás, így a kislemezek, az albumok és a digitális letöltések is egyazon követelmény alá tartoznak. A legtöbb országgal ellentétben a legnagyobb minősítés nem a „gyémánt” vagy a „platina”, hanem a „millió”.
| Követelmény | Követelmény | Követelmény | Követelmény | Követelmény | Követelmény |
| Arany       | Platina     | 2× platina  | 3× platina  | Millió      | Több millió |
| ----------- | ----------- | ----------- | ----------- | ----------- | ----------- |
| 100 000     | 250 000     | 500 000     | 750 000     | 1 000 000   | 2 000 000+  |

#### Korábbi követelmény (2003. júniusáig)
A minősítési követelmények 2003. júliusi egyesítése előtt eltérő követelményeket használtak az eladási minősítésekhez.
| Formátum   | Típus      | Követelmény | Követelmény | Követelmény |
| Formátum   | Típus      | Arany       | Platina     | Millió      |
| ---------- | ---------- | ----------- | ----------- | ----------- |
| Albumok    | Belföldi   | 200 000     | 400 000     | 1 000 000   |
| Albumok    | Nemzetközi | 100 000     | 200 000     | 1 000 000   |
| Kislemezek | Belföldi   | 200 000     | 400 000     | 1 000 000   |
| Kislemezek | Nemzetközi | 50 000      | 100 000     | 1 000 000   |

### Digitális eladások minősítése
A digitálisan megjelent dalok és albumuk minősítését 2006. szeptember 20-án vezették be a 2000-es évek eleje óta gyűjtött letöltési adatok felhasználásával. 2006 és 2013 között három kategória alatt osztottak eladási minősítéseket: Csaku-uta (着うた, ’Csengőhang’), Csaku-uta Full (着うたフル, ’Teljes hosszúságú csengőhang’) és PC haisin (PC配信, ’PC-letöltés’). 2014. február 28-án a Csaku-uta Full és a PC haisin kategóriákat egybevonták, létrehozva a Single Track (シングルトラック, ’Dal’) kategóriát.
Ugyan a digitális albumok eladási minősítése elméletileg lehetséges, azonban a digitális eladások minősítésének bevezetése óta csak egyetlen album, a 2011-ben megjelent Songs for Japan jótékonysági válogatásalbum kapott eladási minősítést.

## Tagjai

### Főtagok
- Avex Group¹
  - Avex Entertainment (pártoló tag)
- Being Inc.
- Dreamusic Incorporated
- For Life Music
- Geneon Universal Entertainment¹
- King Records¹
  - Bellwood Records (pártoló tag)
  - King Records International (pártoló tag)
- Nippon Columbia
- Nippon Crown¹
- Pony Canyon¹
  - Exit Tunes (társult tag)
- Sony Music Entertainment Japan¹
  - Ariola Japan (pártoló tag)
  - DefStar Records (pártoló tag)
  - Epic Records Japan (pártoló tag)
  - Ki/oon Records (pártoló tag)
  - SME Records (pártoló tag)
  - Sony Music Artists (pártoló tag)
  - Sony Music Associated Records (pártoló tag)
  - Sony Music Direct (pártoló tag)
  - Sony Music Distribution (pártoló tag)
  - Sony Music Japan International (pártoló tag)
  - Sony Music Records (pártoló tag)
- Tokuma Japan Communications¹
- Universal Music Group¹
  - EMI Music Japan¹
- VAP Inc.¹
- Victor Entertainment¹
  - Teichiku Records¹
- Warner Music Group¹
- Yamaha Music Communications
- Yoshimoto R&C

### Társult tagok
- Amuse Soft Entertainment
- HATS Unlimited
- Johnny and Associates
  - J Storm
  - Johnny’s Entertainment
- Konami Digital Entertainment
- Bandai Visual
  - Lantis
- LD&K Records
- Naxos Records
- Pryaid Records¹
- Space Shower Networks
- Spiritual Beast
- Venus Records
- Village Again Association

### Támogató tagok
- Aniplex (a Sony Music Entertainment Japan leányvállalata)
- Crown-Tokuma Music (a Nippon Crown és a Tokuma Japan Communications közös vállalata)
- Free Board
- Holiday Japan
- Jei One
- NPPDevelop
- T-Toc Records
- TV Asahi Music
- Ward Records

¹Az International Federation of the Phonographic Industry tagja